# 雅安紫云菜
雅安紫云菜（学名：Strobilanthes limprichtii）是爵床科紫云菜属的植物，为中国的特有植物。分布于中国大陆的云南、四川等地，生长于海拔1,200米的地区，目前尚未由人工引种栽培。